# Kabupaten Indragiri Hilir
Kabupaten Indragiri Hilir är ett kabupaten i Indonesien.   Det ligger i provinsen Kepulauan Riau, i den västra delen av landet, 800 km nordväst om huvudstaden Jakarta. Antalet invånare är 681 898. Kabupaten Indragiri Hilir ligger på ön Pulau Mas.